# Брестовец (община Рогашка Слатина)
Вижте пояснителната страница за други значения на Брестовец.
Брестовец (на словенски: Brezje pri Podplatu) е село в Словения, Савински регион, община Рогашка Слатина. Според Националната статистическа служба на Република Словения през 2002 г. селото има 152 жители.